# Canal 24 Horas
Canal 24 Horas gehört zum staatlichen spanischen Fernsehen RTVE, das neben den bekannten öffentlichen Sendern La 1 und La 2 auch einige Spartensender betreibt, die wie auch Canal 24 Horas über Kabel oder Satellit ausgestrahlt werden. Im Gegensatz zu den Spartensendern wird Canal 24 Horas jedoch unverschlüsselt ausgestrahlt und lässt sich damit in ganz Europa empfangen. In Deutschland wird es auch von einigen Kabelnetzbetreibern digital ins Kabelnetz eingespeist.
Das Gelände von TVE befindet sich mitten in Madrid an einer großen Ausfallstraße. Von weitem kann man schon den gewaltigen Sendeturm, den Torrespaña, erkennen, um den sich die grauen Produktionsbunker auf einem abgegrenzten Campus befinden. Canal 24 Horas ist im selben Gebäude untergebracht wie der öffentliche und sehr populäre Kanal TVE La Primera.
Canal 24 Horas sendet rund um die Uhr internationale und nationale Nachrichten und Reportagen ohne Werbung in spanischer Sprache. Im Gegensatz zu vielen kommerziellen TV-Sendern kommt dieser Sender bisher ohne Werbung aus. Je nach Tageszeit richtet sich das Programm verstärkt an europäische oder amerikanische Zuschauer. Das zeigt sich zum Beispiel an der Auswahl des Bereichs für den Wetterbericht oder den Börsennachrichten. Das gesendete Programm setzt sich vor allem aus Eigenproduktionen zusammen, daneben auch von Material anderer Anbieter. Außerdem werden auch Produktionen im Auftrag anderer Kanäle gefertigt.